# Oleksandr Pikhalyonok
Oleksandr Pikhalyonok (Donetsk, 7 de mayo de 1997) es un futbolista ucraniano que juega en la demarcación de centrocampista para el F. C. Dinamo de Kiev de la Liga Premier de Ucrania.

## Selección nacional
Tras jugar en distintas categorías inferiores de la selección, finalmente hizo su debut con la selección de fútbol de Ucrania en un encuentro de la Liga de Naciones de la UEFA 2022-23 contra Irlanda que finalizó con un resultado de 0-1 a favor del combinado ucraniano tras el gol de Viktor Tsyhankov.

## Clubes
| Club                    | País    | Año       | Partidos | Goles |
| ----------------------- | ------- | --------- | -------- | ----- |
| F. C. Shakhtar Donetsk  | Ucrania | 2016-2018 | 2        | 0     |
| F. C. Mariupol (cedido) | Ucrania | 2018-2019 | 40       | 6     |
| F. C. Shakhtar Donetsk  | Ucrania | 2019-2020 | 5        | 0     |
| S. C. Dnipro-1          | Ucrania | 2020-2024 | 102      | 20    |
| F. C. Dinamo de Kiev    | Ucrania | 2024-     | 33       | 7     |

## Palmarés

### Títulos nacionales
| Título                  | Club                   | País    | Año  |
| ----------------------- | ---------------------- | ------- | ---- |
| Liga Premier de Ucrania | F. C. Shakhtar Donetsk | Ucrania | 2017 |
| Liga Premier de Rusia   | F. C. Shakhtar Donetsk | Ucrania | 2020 |
| Liga Premier de Ucrania | F. C. Dinamo de Kiev   | Ucrania | 2025 |